# Fassoudébé
Fassoudébé is een gemeente (commune) in de regio Kayes in Mali. De gemeente telt 5500 inwoners (2009).
De gemeente bestaat uit de volgende plaatsen:
- Bella
- Boutouwedi
- Dioba
- Fassoudébé
- Guimbana
- Sétéga